# J. R. Monterose
J. R. Monterose — дебютний студійний альбом американського джазового тенор-саксофоніста Дж. Р. Монтроуза, випущений у 1956 році лейблом Blue Note.

## Опис
Перша сесія Дж. Р. Монтроуза в якості соліста є сетом свінгового і передового бібопу, де саксофоніст звучить досить сильно у традиціях Сонні Роллінса і Коулмена Гокінса. Тут він грає із зірковою ритм-секцію у складі піаніста Гораса Сільвера, трубача Айри Саллівана, басиста Вілбура Вейра і ударника Філлі Джо Джонса.

## Список композицій
1. «Wee-Jay» (Дж. Р. Монтроуз) — 6:56
2. «The Third» (Дональд Берд) — 5:15
3. «Bobbie Pin» (Дж. Р. Монтроуз) — 8:03
4. «Marc V» (Дж. Р. Монтроуз) — 6:30
5. «Ka-Link» (Філлі Джо Джонс) — 9:01
6. «Beauteous» (Пол Чемберс) — 5:24

## Учасники запису
- Дж. Р. Монтроуз — тенор-саксофон
- Айра Салліван — труба
- Горас Сільвер — фортепіано
- Вілбур Вейр — контрабас
- Філлі Джо Джонс — ударні

Технічний персонал
- Альфред Лайон — продюсер
- Руді Ван Гелдер — інженер
- Френсіс Вульфф — фотографія
- Рід Майлз — дизайн
- Леонард Фезер — текст